# Битка код Поиманенона
Битка код Поиманенона вођена је крајем 1223. или почетком 1224. године између наследница срушеног Византијског царства: Латинског царства и Никејског царства. Део је грађанског рата између Јована III Дуке Ватаца и браће недавно преминулог никејског цара Теодора I Ласкариса, Исака и Алексија. Супротстављене војске среле су се код Поименона, јужно од Кизика у Мизији, у близини језера Кус.

## Историја
Нимфејским споразумом из 1214. године Латинско царство стекло је контролу над северозападним приморјем Мале Азије, од Никомедије до Адрамитијума, као и Мизијску равницу. Новембра 1221. године умро је енергични цар, оснивач Никејског царства Теодор I Ласкарис. Наследио га је зет Јован III Дука Ватац, који је изашао као победник из грађанског рата у коме се борио против Теодорових потомака. Јованов долазак на престо оспорили су Теодорова браћа, севастократори Алексије и Исак Ласкариси. Они су потражили помоћ од латинског цара Роберта Куртноа. На челу латинске војске, Ласкариси су кренули на Ватаца. До сусрета војски дошло је код Поиманенона, у близини цркве посвећене Арханђелу Михаилу. У бици која је уследила, Ватац је однео велику победу. Међу заробљеницима су били и Исак и Алексије који су, по Јовановом наређењу, ослепљени.

### Последице
Пишући о значају битке код Поиманенона, византијски историчар 13. века, Георгије Акрополит је рекао да је она означила почетак опадања моћи Латинског царства. Вест о поразу код Поиманенона изазвала је запрепашћење у латинској царској војсци која је опседала епирски град Сер. Војска се у нереду повлачи у Цариград, те је поражена од стране трупа епирског владара Теодора Комнина Дуке. Латински цар изгубио је и одређене поседе у Малој Азији. Под претњом никејског цара у Азији и епирског деспота у Европи, латински цар је пристао на мир који је склопљен 1225. године. Према његовим условима, Латини напуштају све своје азијске поседе, сем источне обале Босфора и града Никомедије са околном облашћу.